# Florian Vachon
Florian Vachon (Montluçon, 2 januari 1985) is een Frans voormalig wielrenner.

## Overwinningen
2007
3e en 4e etappe Ronde van de Haut-Anjou
2008
Izegem Koers
2009
3e etappe Ronde van Gévaudan Languedoc-Roussillon
2010
3e etappe deel B Circuit des Ardennes
Ronde van de Finistère
1e etappe Route du Sud
2012
Classic Loire-Atlantique
1e etappe Internationaal Wegcriterium
Parijs-Bourges
2014
Classic Sud Ardèche
2020
Grote Prijs van Lillers

## Resultaten in voornaamste wedstrijden
| Jaar | Ronde van Italië | Ronde van Frankrijk | Ronde van Spanje |
| ---- | ---------------- | ------------------- | ---------------- |
| 2009 |                  |                     |                  |
| 2010 |                  |                     |                  |
| 2011 |                  |                     |                  |
| 2012 |                  |                     |                  |
| 2013 |                  |                     |                  |
| 2014 |                  | 103e                |                  |
| 2015 |                  | 88e                 |                  |
| 2016 |                  | 105e                |                  |
| 2017 |                  | 103e                |                  |
| 2018 |                  | 99e                 |                  |
| 2019 |                  | 123e                |                  |
| 2020 |                  |                     |                  |

| Jaar | Milaan-San Remo | Parijs-Roubaix | Luik-Bast.‑Luik | Waalse Pijl | Parijs-Tours |  | WK op de weg |
| ---- | --------------- | -------------- | --------------- | ----------- | ------------ |  | ------------ |
| 2009 |                 |                |                 |             | 39e          |  |              |
| 2010 |                 |                |                 |             | 119e         |  |              |
| 2011 |                 | opgave         |                 |             |              |  |              |
| 2012 |                 | opgave         |                 |             | 61e          |  |              |
| 2013 |                 | opgave         |                 |             | 140e         |  |              |
| 2014 |                 |                |                 |             | 90e          |  |              |
| 2015 |                 |                |                 | 74e         |              |  | opgave       |
| 2016 |                 |                | 88e             | 40e         |              |  |              |
| 2017 |                 |                |                 |             | 131e         |  |              |
| 2018 |                 |                | opgave          | opgave      | 101e         |  |              |
| 2019 |                 |                | opgave          |             |              |  |              |
| 2020 | 131e            |                |                 |             |              |  |              |

## Ploegen
2007 –  Roubaix Lille Métropole (stagiair vanaf 1 augustus)
2008 –  Roubaix Lille Métropole
2009 –  Roubaix Lille Métropole
2010 –  Bretagne-Schuller
2011 –  Bretagne-Schuller
2012 –  Bretagne-Schuller
2013 –  Bretagne-Séché Environnement
2014 –  Bretagne-Séché Environnement
2015 –  Bretagne-Séché Environnement
2016 –  Fortuneo-Vital Concept
2017 –  Fortuneo-Oscaro
2018 –  Team Fortuneo-Samsic
2019 –  Arkéa-Samsic
2020 –  Arkéa-Samsic
Bideau · Bonsergent · Delpech · Duret · Gonzalo · Guillou · Halleguen · Hardy · Jégou · Jouanno · Le Bon · Lelarge · Malacarne · Pichon · Vachon
Berthou · Bideau · Blot · Bonsergent · Calzati · Delpech · Dion · Duret · Fonseca · Guillou · Halleguen · Hardy · Le Bon · Malacarne · Pichon · Vachon · Barguil (stagiair) · Mallegol (stagiair)
Berthou · Bideau · Blot · Champion · Delpech · Dion · Duret · Fonseca · Guillou · Halleguen · Hardy · Le Bon · Lequatre · Malacarne · Pichon · Vachon
Bideau · Corbel · Delpech · Dion · Duret · Fonseca · Gérard · Guillou · Jarrier · Koretzky · Laengen · Le Montagner · Lequatre · Malacarne · Périchon · Sepúlveda · Vachon · Kudus (stagiair) · Seigneur (stagiair)
Bideau · Corbel · Delaplace · B. Feillu · R. Feillu · Fonseca · Gérard · Guillou · Jarrier · Koretzky · Laborie · Laengen · Le Montagner · Périchon · Sepúlveda · Vachon · Bonnamour (stagiair) · Journiaux (stagiair) · Ledanois (stagiair)
Bideau · Boulo · Brun · Cam · Delaplace · Fédrigo · B. Feillu · R. Feillu · Fonseca · Gérard · Guillou · Hivert · Hoetarovitsj · Jarrier · Laborie · Ledanois · McLay · Périchon · Sepúlveda · Vachon · Bonnamour (stagiair) · Godoy (stagiair) · Madouas (stagiair)
Bonnamour · Bouet · Corbel · Daniel · Delaplace · Feillu · Fonseca · Gérard · Gesbert · Hardy · Jarrier · Jeannesson · Ledanois · McLay · Mourey · Périchon · Pichon · Sepúlveda · Vachon · Vallée · Guernalec (stagiair) · Molly (stagiair) · Riou (stagiair)
Barguil · Bonnamour · Bouet · Carbel · Daniel · Delaplace · Feillu · Fonseca · Gérard · Gesbert · Hardy · Jarrier · Le Roux · Ledanois · Lunke · Maison · Moinard · Périchon · Pichon · Russo · Vachon · Welten
Barguil · Bonnamour · Bouet · Daniel · Delaplace · Feillu · Gesbert · Greipel · Guernalec · Hardy · Jarrier · Le Roux · Ledanois · Maison · Moinard · Pichon · Riou · Russo · Swift (vanaf 10 mei) · Vachon · Wagner · Welten · Doleatto (stagiair) · Jarnet (stagiair) · Lecamus-Lambert (stagiair)
Anacona · Barguil · Bonnamour · Boudat · Bouet · Bouhanni · Declercq · Delaplace · Gesbert · Grondin · Guernalec · Hardy · Jarrier · Le Roux · Ledanois · Louvel · McLay · Noppe · Owsian · Pichon · D. Quintana · N. Quintana · Riou · Rosa · Russo · Swift · Vachon · Welten · Lecamus-Lambert (stagiair) · Vauquelin (stagiair)